# Gelatina de grama
Gelatina de grama é uma sobremesa gelatinosa típica na China Continental, Hong Kong, Macau, no Sudeste Asiático e em Taiwan. Ela é feita usando plantas da espécie Platostoma palustre (um membro da família da hortelã) e tem um sabor fraco e levemente amargo. É servida gelada com  coberturas, como frutas, ou colocada dentro de chá de bolhas e outras bebidas.

## Preparação
Gelatina de grama é feita fervendo-se as folhas e caules levemente oxidados e envelhecidos de Plastostoma plaustre (Mesona chinensis) com carbonato de potássio por algumas horas com um pouco de amido e, em seguida, o resfriamento do líquido até que ele chegue a uma consistência gelatinosa. Esta gelatina pode ser cortado em cubos ou em outras formas, e, em seguida, misturada com xarope para produzir uma bebida ou sobremesa que acredita-se ter propriedades de refrescamento (yin), o que torna ela costumariamente comida durante o verão. A gelatina em si é perfumada, com um tom levemente esfumaçado de um marrom escuro translúcido, às vezes percebido como preto. 
Algumas outras variantes de gelatina de grama, conhecidas como "gelatina de grama verde", não necessitam de cozimento ou processo de aquecimento para serem feitas, requerindo apenas uma mistura de extratos de folhas e água. Gelatina produzida desta maneira é descrita como tendo um sabor neutro de folha.

## Regional

### China continental, Hong Kong e Macau
Na China Continental, Hong Kong e Macau, a gelatina de grama era servida com calda de açúcar. Agora ela é frequentemente misturada com frutas como manga, sagu, melancia, melão, lichia e outros cortes de fruta frescos ou enlatados.

### Indonésia

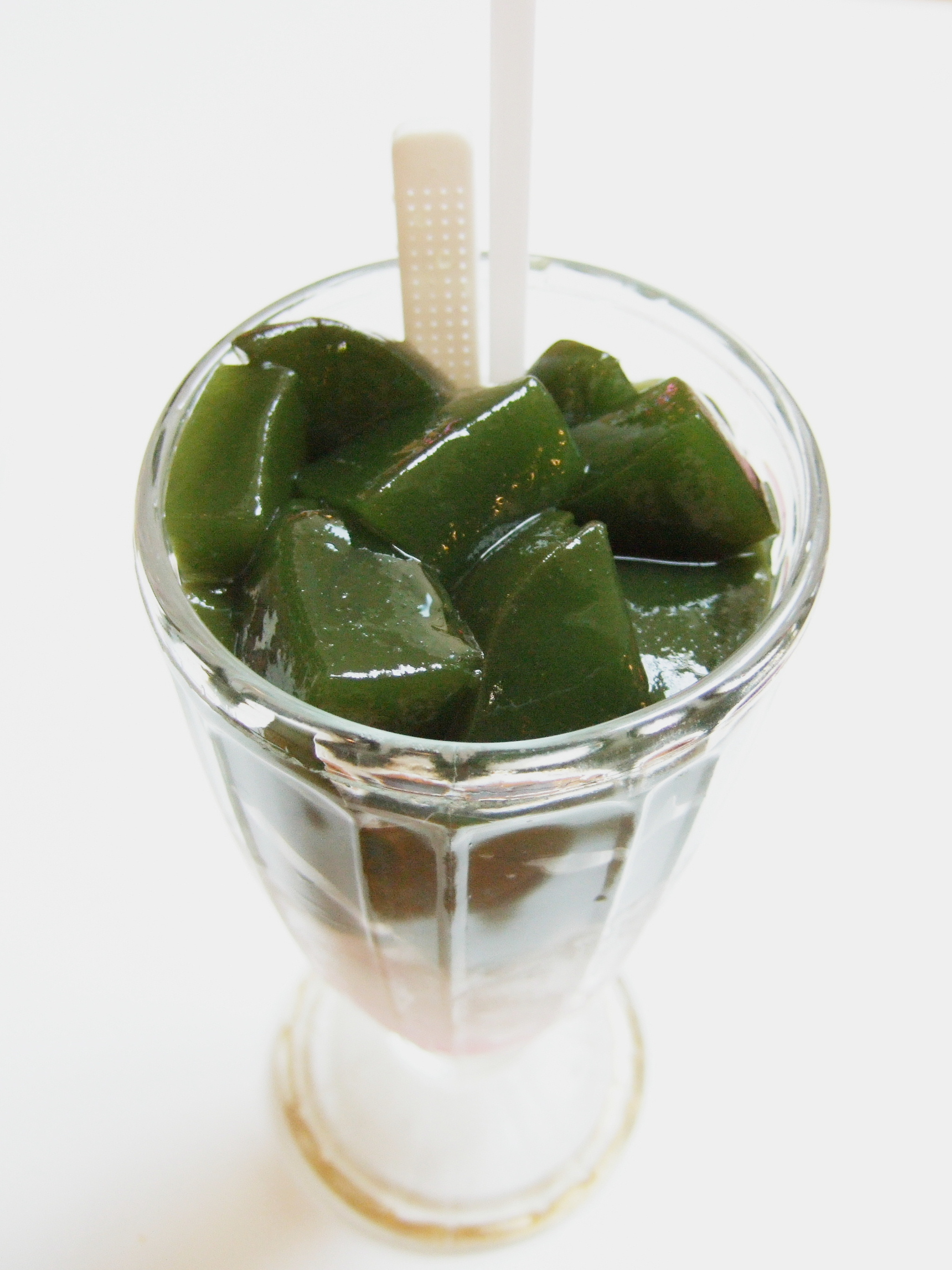
Grama verde geléia

A gelatina é conhecida como cincau em indonésio. No país, a gelatina pode ser feita a partir de outros tipos de planta. Eles são Melastoma jazminum, fazendo uma versão conhecida como cincau perdu, e Cyclea barbata, conhecida como cincau hijau, e Cocculus orbiculatus, conhecido como cincau Cina. Algumas plantas do gênero Stephania como Stephania hernandifolia (também conhecida como Stephania japonica) e Stephania capitata também podem ser utilizadas como um substituto para criar uma gelatina de grama chamada cincau minyak, ou gelatina de grama oleosa..